# Metz (azienda)
Metz Werke GmbH & Co. KG è un'azienda tedesca produttrice di elettronica di consumo.

## Storia
Fu fondata a Norimberga il 28 novembre 1938 da Paul Metz (1911-1993) come fabbrica di dispositivi elettronici per la Carl Zeiss. A partire dal 1947 si specializzò nell'elettronica di consumo, con la produzione delle prime radio, mentre nel 1952 creò una nuova divisione per la produzione di flash fotografici commissionata da Agfa e Carl Braun Camera-Werk. Successivamente, Metz, avviò la produzione della famosa serie Mecablitz.
Nel 1955 avviò la produzione dei televisori e successivamente quella degli impianti stereofonici ad alta fedeltà.
Dal 1966, sede sociale e attività produttive dell'azienda si trovano nella vicina Zirndorf. L'azienda è a conduzione familiare e la gestione è affidata agli eredi del fondatore, e attualmente produce televisori LCD di fascia alta, lettori DVD, home theatre, ma soprattutto flash fotografici per fotocamere. Sono impiegati circa 680 lavoratori su uno stabilimento di 86.000 m². II pezzi di elettronica di consumo prodotti nel 2005 rappresentavano per l'azienda l'83% del fatturato, mentre le esportazioni, dirette perlopiù verso i paesi europei, costituivano il 9%.
Oggi Metz è una delle poche realtà produttive di elettronica di consumo rimaste in Europa occidentale, e l'unica del settore insieme a Loewe e Medion a produrre in Germania.
Dal 2018 circa, fa parte del gruppo cinese Skyworth, già produttore di televisori.

## Linea del tempo
- 1950: Apparecchi radio completi e impianti stereo. Inizio del laboratorio di elettroacustica.
- 1952: Fondazione della fabbrica di flash fotografici per conto di Agfa e Carl-Braun. Medaglia d'oro alla mostra internazionale di Luxemburg, Medaglia d'oro alla mostra internazionale di Thessaloniki. Inizio della produzione della serie „mecablitz“.
- 1953: Presentazione di giradischi alla „Großen Deutschen Rundfunk-, Phono- und Fernseh-Ausstellung“ di Düsseldorf.
- 1954: Produzione del „Babyphon“, una fonovaligia con radio.
- 1955: Inizio della produzione di TV.
- 1957: Creazione della divisione stampaggio della plastica a Zirndorf; primo flash fotografico a transistor del mondo, il „mecablitz 100“.
- 1958: Primo impianto HiFi: stereo „410“; Stereo-Hifi-Konzertschrank „705“ con giradischi.
- 1963: 25 anni di Metz
- 1966: Nasce a Zirndorf la fabbrica nuova di TV.
- 1967: Inizio della produzione di TV color.
- 1972: Flash fotografico numero 2.500.000 prodotto.
- 1978: Premio „Fachhandelspartner Nr. 1“ per il mercato interno.
- 1979: Sviluppo del SCA-Adaptersystems (Special Camera Adaption) per le macchine fotografiche nell'utilizzo di Metz-Blitzgeräte.
- 1982: Flash fotografico numero 5.000.000 prodotto.
- 1987: Passaggio a GmbH & Co. KG.
- 1989: Prodotto videoregistratore VHS- e S-VHS-Camcorder e Videorecorder.
- 1990: Inizio produzione TV 100 Hz
- 1991: Nuovo centro ricerca e sviluppo a Zirndorf.
- 1993: Morte di Paul Metz. Passaggio della guida della società a Helene Metz.
- 1994: Flash fotografico „mecablitz 50 MZ-5“; il primo controllato con microcontroller.
- 1995: Inizio della produzione del Metz-Modulkonzepts.
- 1997: Creazione della fondazione Paul-und-Helene-Metz-Stiftung. TV „varioline“ – 4:3 e 16:9.
- 1998: 60 anni di Metz-Werke.
- 1999: Neubau eines Service-Zentrums und Verlagerung des Gesamtunternehmens nach Zirndorf. Anlässlich der Internationalen Funkausstellung in Berlin präsentiert Metz neue TV-Geräte der Premium-Linie mit superflacher Bildröhre (4:3 und 16:9) sowie integrierter Raumbeleuchtung, zwei DVD-Player und einen Hifi-CD-Receiver.
- 2000: Alla fiera photokina: presentazione dei nuovi flash con adattatore SCA-3002. Metz-Digital-Modul-Konzepts.
- 2001: Internationale Funkausstellung di Berlino: Digital TV con DVB-T e DVB-C. TV al Plasma 42" 16:9.
- 2002: Sviluppo dei sistemi DVB DVB-S e DVB-T.
- 2003: Registrazione su HD con Timeshift e Background-Recording-Funktion.
- 2004: Flash fotografico 28 CS-2 digital.
- 2005: LCD-TV „Slim-TV“.
- 2006: „Talio“ LCD-TV.
- 2007: LCD-TV con HDTV.
- 2008: 70 anni di Metz-Werke; LCD-TV; flash fotografico Makroblitz.
- 2009: LCD-TV Metz Sirius 32 HDTV 100 R 100 Hz-200 Hz Full-HD.
- 2010: TV LED. Nuovi flash fotografici „24 AF-1 digital“ e „44 AF-1 digital“.
- 2011: „Metz Media System“.
- 2014: televisore 3D „Primus 55 Media twin R“.[5]

## Televisori

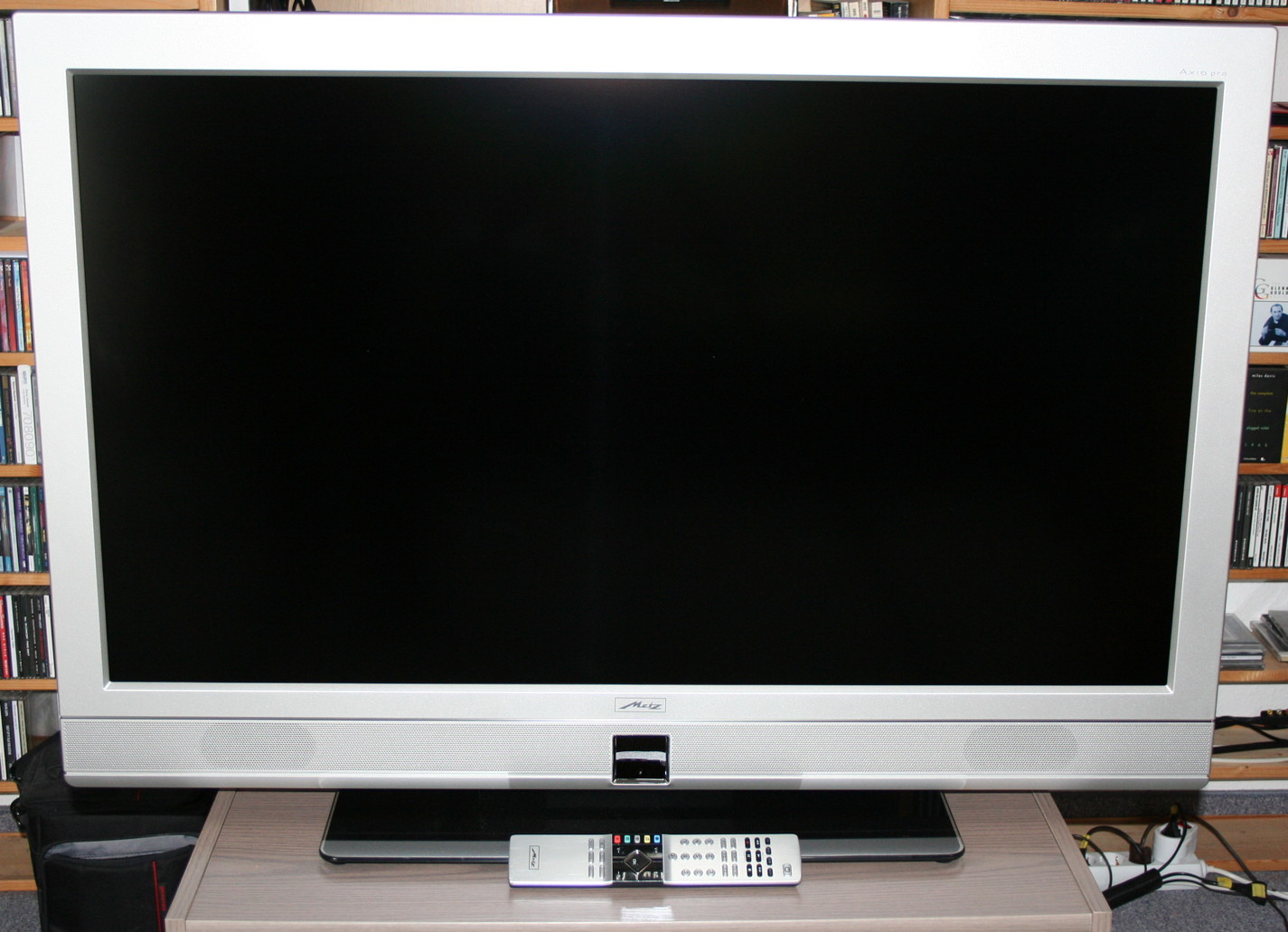
Metz Axio 42

- DVB-C/DVB-T/S2
- Digital-Rekorder, z. T. in modo Time-Shift
- 3D TV

## Flash

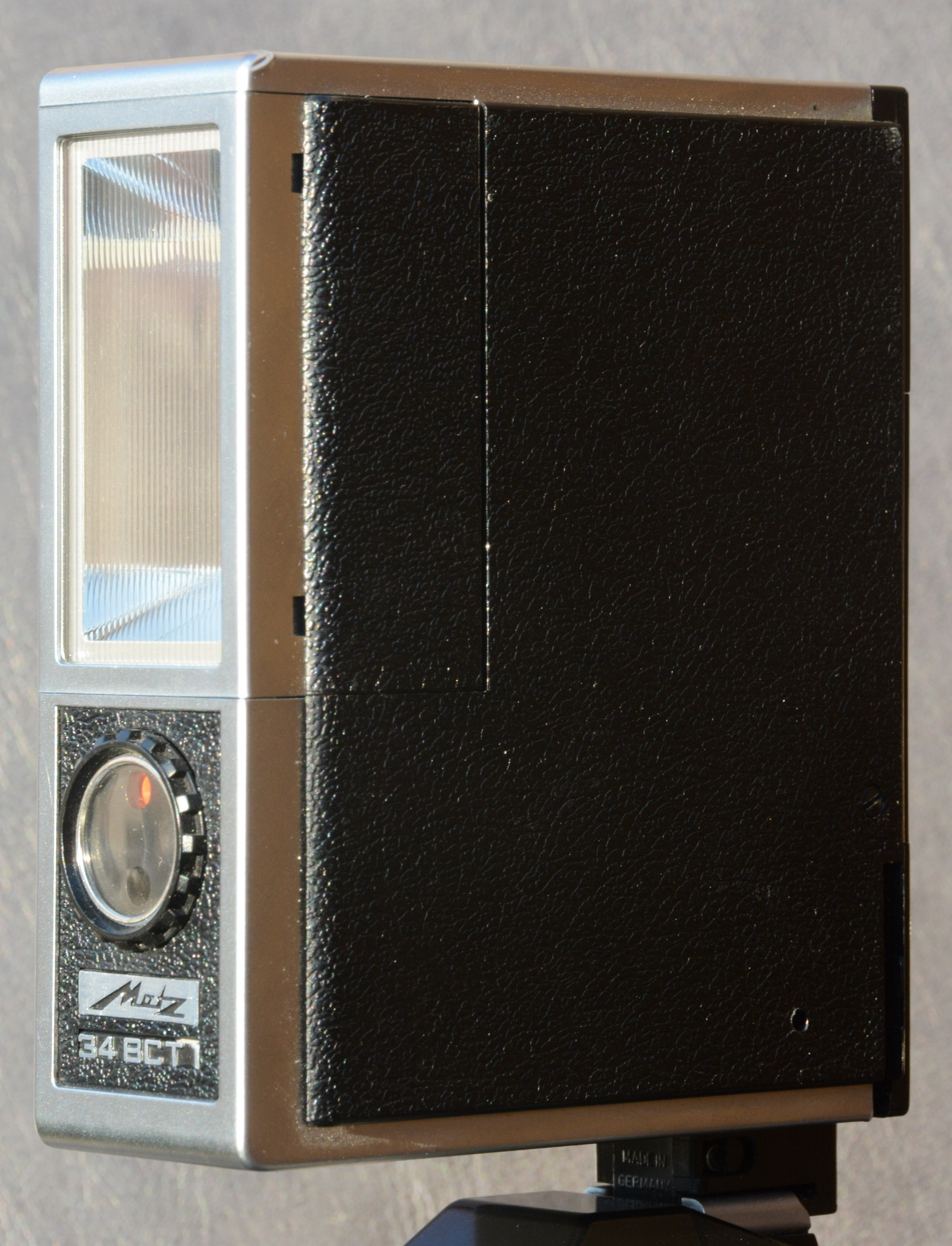
Flash Metz Mecablitz 34 BCT 1

Metz mecablitz System-, SCA-, Automatik- e Slave- da 15 a 76. Metz è uno dei tre maggiori produttori al mondo.

## Stampaggio di materie plastiche
Metz-Werke stampa plastica per conto terzi:
- Stampaggio a iniezione
- Innendruck-Spritzgießen
- Thermoplast-Gommapiuma
- Saldatura

Verniciatura:
- Laccatura a acqua e non
- Laccatura con sistemi automatici ABB, AKR e Dete
- Laccatura a mano
- Stampa a tampone